# Dimos Didymoteicho
Dimos Didymoteicho (Didymoteicho) är en kommun i Grekland. Den ligger i prefekturen Nomós Évrou och regionen Östra Makedonien och Thrakien, i den nordöstra delen av landet, 400 km nordost om huvudstaden Aten. Antalet invånare är 23 380.